# Tacken Herren, ty han är undrens Gud
Tacken Herren, ty han är undrens Gud är en svensk översättning och bearbetning av den engelske psalmförfattaren John Milton's psalm från 1623, för tacksägelse med inledningen Let us, with a gladsome mind. Den svenska översättningen gjordes av Sven Larson 1967. Texten bygger på Psaltaren psalm nummer 136. Den engelska originalversionen har nio verser och finns publicerad i The English Hymnal with Tunes som nummer 532. Psalmen anses vara särskilt passande för högmässa på nyårsdagen, på midfastosöndagen, under trefaldigheten och på tacksägelsedagen.
Psalmen framförs till en 1800-talsmelodi av John Antes 1824 och en bearbetning John Wilkes 1859 i C-dur (4/2-dels takt). Koralsatsen i Herren Lever 1977 är skriven av John Wilkes.

## Publicerad i
- Herren Lever 1977 som nummer 808 under rubriken "Lovsånger".[1]